# О-Корго
О-Корго (гал. O Corgo, ісп. Corgo) — муніципалітет в Іспанії, у складі автономної спільноти Галісія, у провінції Луго. Населення — 3993 осіб (2009).
Муніципалітет розташований на відстані близько 420 км на північний захід від Мадрида, 13 км на південний схід від Луго.
Муніципалітет складається з наступних паррокій: Абраган, Адай, О-Альто, Ансеан, Аршеміль, Бергасо, Кабрейрос, Кампело, Кампосо, Кастрільйон, Села, Серседа, Чамосо, О-Корго, Ескоуреда, Фарнадейрос, Фольгоса, Фонтейта, Франкеан, Гомеан, Лапіо, Лашоса, Маседа, Марей, Парадела, Педрафіта, Піньєйро, Кейсан, Кінте, Сабарей, Сан-Бартоломеу-де-Чамосо, Сан-Косме-де-Манан, Санта-Марія-де-Манан, Санто-Андре-де-Чамосо, Санто-Естево-де-Фарнадейрос, Санто-Естево-де-Фольгоса, Сеговія, Вілача.

## Демографія
Динаміка населення (INE ):

## Парафії
Муніципалітет складається з таких парафій: 

## Релігія
О-Корго входить до складу Лугоської діоцезії Католицької церкви.

## Галерея зображень

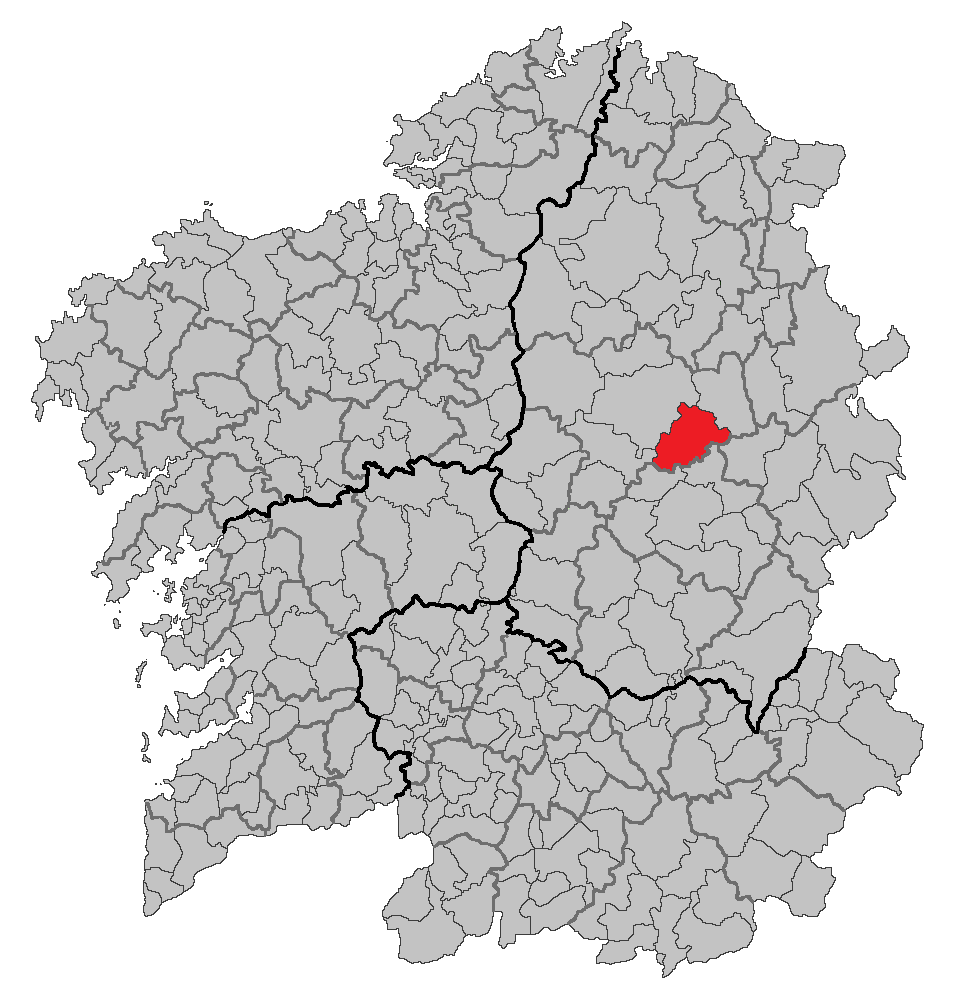
Розташування муніципалітету